# Jorge Peixinho
Jorge Manuel Marques Peixinho Rosado (Montijo, 20 de enero de 1940-Lisboa, 30 de junio de 1995) fue un compositor, pianista y director de orquesta portugués.

## Biografía
Peixinho estudió composición y piano inicialmente en el Conservatorio de Lisboa (donde él mismo enseñó más tarde), luego estudió composición con Boris Porena y Goffredo Petrassi en la Academia Nacional de Santa Cecilia en Roma, graduándose en 1961. Después de trabajar con Luigi Nono en Venecia, estudió con Pierre Boulez y Karlheinz Stockhausen en Darmstadt y en la Academia de Música de Basilea en varias ocasiones entre 1960 y 1970.
En 1970, creó el Grupo de Música Contemporánea de Lisboa con Clotilde Rosa, y trabajó en el estudio de IPEM en Gante desde 1972 hasta 1973.

## Trabajos (lista selectiva)
- Tríptico, para voces / soli, coros y varios conjuntos instrumentales (1959)
- Sucessões Simétricas I, para piano solo (1960)
- Episódios, para cuarteto de cuerda (1960)
- Políptico, para orquesta de cámara (1960).
- Episódios, para cuarteto de cuerda (1960)
- Concierto para saxofón y orquesta (1961)
- Episódios, para cuarteto de cuerda (1960)
- Diafonía, para arpa, clavecín + piano (un jugador), celesta, percusión y 12 instrumentos de cuerda (1963–65).
- Morfocromia, para 12 instrumentos divididos en tres secciones (1963–66)
- Kinetofonias, para orquesta de cuerdas grandes divididas en tres secciones (1965–68)
- CDE, para clarinete, violín, violonchelo y piano (1970)
- Sucessões Simétricas II, para orquesta (1971)
- Como Quatro Estações, para trompeta, violonchelo, arpa y piano (1968–72)
- Voix, para orquesta de cámara y mezzo-soprano (1972).
- A Idade do Ouro, para 2 clarinetes y clarinetes bajos, 2 violines, arpa, clavecín, piano y órgano (1973)
- Recitativo IV, para flauta, arpa, guitarra, viola, chelo, piano, melódica, percusión y cinta (1974).
- Música en Água e Marmore, para flauta, trompeta, arpa, guitarra, violín, violonchelo y sintetizador (1977)
- Electronicolírica, para cinta (1979).
- Elegía para Amilcar Cabral / "Elegia a Amílcar Cabral", una composición electroacústica (1978)
- Mémoires. . . Miroirs ... , concierto - para clavicordio amplificado y 12 instrumentos de cuerda (1980)
- Canto para Anna Livia / "Song for Anna Livia", para soprano, mezzo-soprano, alto, flauta, grabadora, chelo, celesta, órgano y tres percusionistas (1981)
- Retrato de Helena / "Retrato de Helena", para orquesta de cámara (1982)
- Concierto de Outono / "Concierto de otoño", para oboe y orquesta (1983)
- O Jardim de Belisa, para conjunto de cámara (1984)
- Ouçam a soma dos sons que soam, para flauta, clarinete, piano, percusión y quinteto de cuerdas (1986)
- Canto germinal, música electroacústica (1989).
- Passage Interieur, para saxofones, guitarra eléctrica, bajo eléctrico, sintetizador y batería electrónica (1989)
- Alis, para orquesta de cámara / 15 instrumentos (1990).
- Floreal, para flauta, clarinete bajo, arpa, celesta, violín y viola (1992)
- Nocturno no Cabo do Mundo, sonata para tres pianos (1993)
- Concierto para arpa y orquesta (1995)

## Grabaciones de su obra (selección).
- Música I (Cinco pequenas peças "Cinco piezas cortas", Collage I, Estudo I, Harmónicos, Sucessões Simétricas I). Jorge Peixinho y Filipe de Sousa, pianos.

LP: Tecla, 1972 (caña. CD: Jorsom, 1994)
- CDE ,. Grupo de Música Contemporánea de Lisboa - "Grupo de Música Contemporánea de Lisboa", dirigido por / dir. Jorge peixinho

LP: Sassetti, 1974 (caña. CD: Strauss, 1995)
- Elegia a Amílcar Cabral, música electrónica.

LP: Sassetti, 1978 (caña. CD: Strauss-PortugalSom, 1997)
- Como Quatro Estações "Four Seasons". Grupo de Música Contemporánea de Lisboa - "Grupo de Música Contemporánea de Lisboa",

liderado por / dir. Carlos Franco. LP: Sassetti, 1982 (caña. CD: PortugalSom, 1991)
- Música de Portugal, serie de 20 LP, 2.º subconjunto de 5, LP 4106, 4109 (incluyendo - Sucessões Simétricas I, Episódios).

Fernando Laires, piano; Cuarteto de cuerdas de Manhattan. Educo (USA), [1984]
- Koellreutter (incluye Greetings für Koellreutters), Grupo Juntos Música Nova.

LP: Fundación Nacional de Arte / Memória Musical Brasileira - "Fundación Nacional para el Arte / Patrimonio de la Música Brasileña", 1985.
- Música Portuguesa Contemporánea - Obras para guitarra "Música portuguesa contemporánea - Obras de guitarra"

(Incluye L'Oiseau-Lyre). José Lopes e Silva, guitarra. LP: PortugalSom, 1985 (caña. CD, 1995)
- Daniel Kientzy (incluye Sax-Blue). Daniel Kientzy, saxofón.

LP: Poly, 1988.
Jorge Peixinho:
- Sobreposições, Políptico 1960, Sucessões Simétricas II, As Quatro Estações .

Orquestra Sinfónica de Budapeste / GMCL. CD: PortugalSom, 1991.
- Música Portuguesa Contemporánea - Obras para clarinete "Música portuguesa contemporánea - Obras de clarinete"

(incluye - O novo canto da Sibila). António Saiote, clarinete. CD Strauss-PortugalSom, 1995.
Jorge Peixinho:
- Concierto para saxofone alto y orquestra "Concierto para saxofón alto y orquesta" ,

Incluye - Sax-blue, Passage intérieur, Fantasia-Impromptu. Daniel Kientzy, saxofones / Filarmónica Transilvania et al., CD: Nova Musica, 1996
- Música Portuguesa - Séc. XX "Música portuguesa - siglo XX"

(incluye - 'À flor das águas verdes' y 'Nocturno no Cabo do Mundo'), Grupo de Música Vocal Contemporánea "Contemporary Vocal Group", (dirigido por) dir. Mário Mateus / Jorge Peixinho, Francisco Monteiro y Jaime Mota, pianos 2CD: Numérica, 1996
- Lov (incluye - Lov II). Trio amor

CD: AM&M, 2002
- Jorge Peixinho: - Música para piano .

Miguel Borges Coelho, piano. 2CD: Numérica, 2005